# 巴西君主列表

## 王號
從 1815 年 12 月 16 日至 1822 年 9 月 7 日，當巴西王國與葡萄牙王國聯合時，君主的頭銜和稱號是：「託上帝鴻福，葡萄牙－巴西－阿尔加维联合王国國王/女王，非洲兩岸的幾內亞領主。」
從 1822 年 10 月 12 日到 1889 年 11 月 15 日，作為獨立的巴西帝國，該國君主的全稱是：天主的恩典和人民鴻福，巴西立憲皇帝和永久捍衛者。
值得注意的是，從1825年11月15日到1826年3月10日的很短的時間裡，根據葡萄牙承認巴西獨立的《里約熱內盧條約》，約翰六世被授予巴西皇帝的禮節稱號，而他的兒子是實際的在位皇帝。從條約的日期到他去世，約翰六世使用的頭銜是：託上帝鴻福，約翰六世，巴西皇帝，葡萄牙和阿爾加維國王，非洲兩岸的國王，幾內亞領主和征服，航海與埃塞俄比亞、阿拉伯、波斯和印度等國的貿易。

## 作为葡屬巴西

### 葡萄牙王国巴西亲王
葡萄牙君主将巴西亲王的称号分封给自己的继承人，以下列出的就是历代巴西亲王。
- 1645-1653：葡萄牙的提奥多西奥王太子 葡萄牙国王若昂四世长子，布拉干萨公爵
- 1656-1683：葡萄牙的阿方索王子 1656年成为葡萄牙国王阿方索六世
- 1688：葡萄牙的若昂王太子    葡萄牙国王佩德罗二世长子，早夭
- 1697-1706：葡萄牙的若昂王子 1706年成为葡萄牙国王若昂五世
- 1711-1712：葡萄牙的玛丽亚·芭芭拉长公主 葡萄牙国王若昂五世长女，后来嫁给西班牙国王斐迪南六世
- 1712-1714：葡萄牙的佩德罗王储    葡萄牙国王若昂五世长子，早夭
- 1714-1750：葡萄牙的若泽王子 1750年成为葡萄牙国王若泽一世
- 1750-1777：葡萄牙的玛丽亚·弗朗西丝卡长公主 1777年即位为葡萄牙女王玛丽亚一世
- 1760-1777：葡萄牙的佩德罗王子 葡萄牙女王玛丽亚一世的叔叔兼夫婿，1777年即位为葡萄牙国王佩德罗三世
- 1777-1788：葡萄牙的若泽（二世）王子   葡萄牙女王玛丽亚一世长子，布拉干萨公爵
- 1777-1829：葡萄牙的本妮蒂塔公主        布拉干萨公爵若泽二世的姑姑兼妻子，若泽二世去世后一直保有巴西亲王夫人的称号

### 葡萄牙－巴西－阿尔加维联合王国君主
1500年至1815年巴西只是葡萄牙殖民地。1807年至1813年法兰西第一帝国侵占葡萄牙王國本土，葡萄牙王室流亡巴西。1815年12月16日葡萄牙－巴西－阿尔加维联合王国成立，巴西由殖民地升级为王国，与葡萄牙王國结为共主邦聯，葡萄牙君主兼任巴西君主。
- 1815年12月16日-1816年3月20日：巴西女王玛丽亚一世
- 1816年3月20日-1822年9月7日：巴西国王若昂六世

## 巴西帝國
1822年9月7日，留守巴西的时任葡萄牙王储佩德罗宣布巴西独立，并宣称“不独立，毋宁死”（葡萄牙語：Independência ou Morte!）。1822年10月12日，时任葡萄牙王储佩德罗建立巴西帝國，自己即位为巴西皇帝佩德罗一世。

### 巴西皇帝
- 1822年10月12日-1831年4月7日：佩德罗一世
1826年3月10日葡萄牙国王若昂六世去世。同日葡萄牙国王若昂六世之子巴西皇帝佩德罗一世以葡萄牙王储身份即位为葡萄牙国王佩德罗四世，直到葡萄牙国王佩德罗四世于1826年5月2日将葡萄牙王位让予其女儿玛丽亚二世为止。1831年巴西爆发反对巴西皇帝佩德罗一世的起义，1831年4月7日巴西皇帝佩德罗一世将巴西皇位让予其子佩德罗二世。
- 1831年4月7日-1889年11月15日：佩德罗二世
1889年11月15日巴西皇帝佩德罗二世在巴西军队与共和派联合发动的政变中被废黜，巴西帝國灭亡，巴西君主制被废除。

#### 巴西荣誉皇帝
1825年11月15日，根据1825年里约热内卢条约，葡萄牙国王若昂六世正式承认巴西独立，但同时自封为「巴西荣誉皇帝」，自称「国王兼皇帝若昂六世陛下」（葡萄牙語：Sua Majestade o Imperador e Rei Dom João VI），直到其于1826年3月10日去世为止。

## 巴西皇位觊觎者
- 1889年-1891年：佩德罗二世
- 1891年-1921年：伊莎贝尔（一世） 巴西皇帝佩德罗二世长女
- 1921年-1940年：佩德罗（三世） 巴西皇储伊莎贝尔之孙

1940年巴西皇室分成伊莎贝尔次子后裔佩德罗（三世）的瓦索拉斯系和伊莎贝尔長子后裔佩德罗·加斯顿的佩德罗波利斯系。   
| - 1940-1981：佩德罗（三世） 伊莎贝尔的孙子 - 1981-2022：路易斯（一世） 佩德罗三世的长子 - 2022至今：贝特朗 佩德罗三世的三子 |  | - 1940-2007：佩德罗·加斯顿 伊莎贝尔（一世）的长孙，佩德羅（三世）的堂兄弟 - 2007至今：佩德罗·卡洛斯 佩德罗·加斯顿的长子 |